# Coalton (Illinois)
Coalton és una població dels Estats Units a l'estat d'Illinois. Segons el cens del 2000 tenia 307 habitants.

## Demografia
Segons el cens del 2000, Coalton tenia 307 habitants, 123 habitatges, i 79 famílies. La densitat de població era de 227,9 habitants/km².
Dels 123 habitatges en un 34,1% hi vivien nens de menys de 18 anys, en un 57,7% hi vivien parelles casades, en un 4,9% dones solteres, i en un 35% no eren unitats familiars. En el 32,5% dels habitatges hi vivien persones soles el 22% de les quals corresponia a persones de 65 anys o més que vivien soles. El nombre mitjà de persones vivint en cada habitatge era de 2,5 i el nombre mitjà de persones que vivien en cada família era de 3,24.
Per edats la població es repartia de la següent manera: un 29% tenia menys de 18 anys, un 7,8% entre 18 i 24, un 22,5% entre 25 i 44, un 24,4% de 45 a 60 i un 16,3% 65 anys o més.
L'edat mediana era de 40 anys. Per cada 100 dones de 18 o més anys hi havia 83,2 homes.
La renda mediana per habitatge era de 37.500 $ i la renda mediana per família de 46.250 $. Els homes tenien una renda mediana de 40.455 $ mentre que les dones 15.938 $. La renda per capita de la població era de 21.901 $. Aproximadament el 13,5% de les famílies i el 22,6% de la població estaven per davall del llindar de pobresa.

## Poblacions més properes
El següent diagrama mostra les poblacions més properes.